# Hafedh Zouabi
Hafedh Zouabi (arabe : حافظ الزوابي), né le 7 février 1961 à Kairouan, est un joueur et entraîneur de handball tunisien.

## Parcours
Il rejoint dès son jeune âge la Jeunesse sportive kairouanaise avec laquelle il dispute en 1977 la finale de la coupe de Tunisie des cadets, avant d'intégrer en 1980 l'équipe des seniors et de s'imposer dès sa première année comme buteur puisqu'il parvient en finale du championnat en marquant notamment onze buts en demi-finale.
Il ne tarde pas à être appelé en équipe nationale « B » puis « A » en 1981. Il remporte au passage le championnat universitaire de handball avec l'équipe de l'Institut national des sports et dispute en 1982 la finale de la coupe de Tunisie. En 1983-1984, il est recruté par le Club africain avec lequel il remporte plusieurs titres.
Muni de ses diplômes de professeur d'éducation physique et d'entraîneur de handball, il se consacre dès 1990 à la carrière d'entraîneur et dirige de nombreuses équipes en Tunisie et à l'étranger dont notamment les équipes de Jordanie et de Tunisie qu'il est chargé de préparer en vue du tournoi mondial de Gdańsk (Pologne) comptant pour les qualifications aux Jeux olympiques de 2016.

## Carrière

### Handballeur
- Débuts à la Jeunesse sportive kairouanaise chez les jeunes
- 1979-1983 : Jeunesse sportive kairouanaise
- 1983-1990 : Club africain

### Entraîneur
- 1988 : Club africain (intérim)
- 1990 : Club africain[2]
- 1990-1991 : Club africain
- 1992 : Stade nabeulien[3]
- 1992-1993 : Club sportif des cheminots
- 1993-1995 : Étoile sportive du Sahel[4]
- 1995-1996 : Al-Khouloud (Arabie saoudite)
- 1996-1997 : Jeunesse sportive kairouanaise[5]
- 1997-1998 : Équipe de Tunisie espoirs puis Club africain
- 1998-1999 : Annajma (Arabie saoudite)
- 1999-2000 : Nadi Al-Kuwait (Koweït)
- 2000-2001 : Association sportive d'Hammamet[6]
- 2001-2002 : Association sportive d'Hammamet puis équipe de Jordanie
- 2003-2005 : Al Ahli SC (Qatar)
- 2005-2009 : Club africain
- 2009-2010 : Association sportive d'Hammamet
- 2009-2011 : Équipe de Tunisie espoirs
- 2011 : Espérance sportive de Tunis
- 2011-2012 : Al-Shabab SC (Koweït)
- 2012-2015 : Al Ahli SC (Qatar)
- 2015-2016 : Club africain
- 2016-2017 : Équipe de Tunisie (intérim)
- 2017-201.. : Club africain

## Palmarès

### Joueur
- Finaliste de la coupe de Tunisie cadets : 1977
- Finaliste du championnat de Tunisie : 1980
- Vainqueur du championnat universitaire de handball : 1981
- Finaliste de la coupe de Tunisie : 1982, 1984
- Médaillé d'or des Jeux panarabes : 1985
- Vainqueur du championnat de Tunisie : 1986, 1987, 1989, 1990
- Vainqueur de la coupe de Tunisie : 1987, 1988, 1989
- Vainqueur de la coupe arabe des clubs champions : 1986
- Vainqueur de la coupe de Palestine des nations arabes : 1986
- Participant à la coupe du monde B de handball : 1987[7]

### Entraîneur
- Finaliste de la coupe de Tunisie : 2001
- Finaliste de la coupe d'Asie des clubs : 2004
- Vainqueur de la coupe d'Afrique des vainqueurs de coupe : 2007, 2008
- Vainqueur de la coupe de Tunisie : 2007
- Vainqueur du championnat de Tunisie : 2008
- Vainqueur de la coupe du Qatar : 2014